# Джордж Фолсі
Джордж Фолсі (англ. George Joseph Folsey; 2 липня 1898, Бруклін, Нью-Йорк, США — 1 листопада 1988, Санта-Моніка, Каліфорнія, США) — американський кінооператор. Тринадцяти разовий номінант на премію «Оскар» за найкращу операторську роботу.

## Біографія
Джордж Фолсі народився 2 липня 1898 року в Брукліні, США. Кар'єру в кіноіндустрії розпочав в 1913 році, працюючи посильним в компанії Jesse L. Lasky Feature Play Company. Як основний кінооператор дебютував при створенні фільму «Його шлюбна ніч» (1919), уклавши після закінчення роботи контракт з кіностудією Associated First National. З 1929 по 1932 рік працював на студії Paramount Astoria Studios, після чого перебрався до Голлівуду і приєднався до «Metro-Goldwyn-Mayer». Став одним з перших застосовувати м'яке освітлення при створенні фільмів, відмовившись від прийнятих в той час різких контрастів. Відомий по роботі з режисерами Джорджем К'юкором, Вінсентом Міннеллі, Стенлі Донен і Робертом Вайзом. У 1980 році знявся в ролі самого себе в документальному серіалі «Голлівуд» (серія «Чари світла»). З 1956 по 1957 роки був президентом Американського товариства кінооператорів.
Помер 1 листопада 1988 року в місті Санта-Моніка від крововиливу в мозок.

## Вибрана фільмографія
- 1921: Ціна одержимості / The Price of Possession
- 1921: Проживання та харчування / Room and Board
- 1922: Куряча гра / A Game Chicken
- 1922: Тонкі плечі / Slim Shoulders
- 1929: Лист / The Letter
- 1929: Кокосові горішки / The Cocoanuts
- 1930: Знищувачі тварин / Animal Crackers
- 1931: Усміхнений лейтенант / The Smiling Lieutenant
- 1933: По дорозі до Голлівуду / Going Hollywood
- 1934: Ланцюги / Chained
- 1936: Великий Зігфільд / The Great Ziegfeld
- 1938: Марія-Антуанетта / Marie Antoinette
- 1939: Леді з тропіків / Lady of the Tropics
- 1943: Тисячі привітань / Thousands Cheer
- 1943: Хлопець на ім'я Джо / A Guy Named Joe
- 1944: Білі скелі Дувра / The White Cliffs of Dover
- 1944: Зустрінь мене в Сент-Луїсі / Meet Me in St. Louis
- 1945: Годинник / The Clock
- 1946: Дівчата Харві / The Harvey Girls
- 1946: Зелені роки / The Green Years
- 1947: Вулиця Грін Долфін / Green Dolphin Street
- 1948: Перебуваючи у шлюбі / State of the Union
- 1949: Ребро Адама / Adam's Rib
- 1950: Долина помсти / Vengeance Valley
- 1950: Її власне життя / A Life of Her Own
- 1951: Закон та леді / The Law and the Lady
- 1952: Русалонька на мільйон доларів / Million Dollar Mermaid
- 1954: Адміністративна влада / Executive Suite
- 1954: Сім наречених для семи братів / Seven Brides for Seven Brothers
- 1954: Глибоко в моєму серці / Deep in My Heart
- 1955: Павутина / The Cobweb
- 1956: Найшвидша зброя / The Fastest Gun Alive
- 1958: Пуск торпеди / Torpedo Run
- 1960: Кеш МакКолл / Cash McCall
- 1963: Балкон / The Balcony